# Pteris lidgatei
Pteris lidgatei là một loài dương xỉ trong họ Pteridaceae. Loài này được Baker Christ mô tả khoa học đầu tiên.